# Geschichte des Alphabets
Die Geschichte des Alphabets begann im Alten Ägypten mehr als ein Jahrtausend nach den Anfängen der Schrift. Das erste Alphabet entstand um 2000 v. Chr. und gehörte zur Sprache der semitischen Arbeiter in Ägypten (siehe Protosinaitische Schrift). Es leitete sich aus alphabetischen Ansätzen in den ägyptischen Hieroglyphen ab. Die meisten heutigen Alphabete stammen entweder von diesem Ursprungsalphabet ab, oder sie wurden indirekt von ihm inspiriert. Das erste echte Alphabet war das griechische, das am weitesten verbreitete das lateinische.

## Vorgeschichte
Vor dem Ende des vierten Jahrtausend v. Chr. existierten zwei gut dokumentierte Schriften: die mesopotamische Keilschrift und die ägyptischen Hieroglyphen. Beide waren in jenem Teil des Nahen Ostens wohlbekannt, der das erste verbreitete Alphabet hervorbrachte, die phönizische Schrift. Es gibt Indizien dafür, dass die Keilschrift bereits in einigen der Sprachen, die sie verwendeten, Eigenschaften des Alphabets aufwies, so wie es auch bei der später entstandenen altpersischen Keilschrift der Fall war. Doch scheinen diese frühen Formen sich nicht weiterentwickelt zu haben und haben daher keine Nachfolger in späteren Alphabetschriften. Die Byblos-Schrift besitzt graphische Ähnlichkeiten sowohl mit der hieratischen als auch mit der phönizischen Schrift. Da sie noch nicht entschlüsselt ist, lässt sich ihre mögliche Rolle in der Entwicklung des Alphabets jedoch nicht bestimmen.

## Erste Entwicklungen

### Anfänge in Ägypten
Die Ägypter entwickelten bis etwa um 2700 v. Chr. einen Satz von 22 Hieroglyphen, die die Konsonanten der ägyptischen Sprache wiedergaben, sowie eine 23., die wohl für Vokale am Wortanfang und -ende stand. Diese Glyphen dienten als Aussprachehilfen für Logogramme, um grammatische Flexionen zu markieren, sowie später auch zum Schreiben von Lehnwörtern und fremdsprachigen Namen. Auch wenn es seiner Natur nach alphabetisch war, wurde es nicht im Sinne eines echten Alphabets gebraucht, sondern nur in logographischer Funktion, während die komplexe traditionelle ägyptische Schrift weiterhin dominierte. Die erste echte Alphabetschrift wurde wohl um das Jahr 2000 v. Chr. von semitischen Arbeitern in Zentralägypten verwendet. In den folgenden fünf Jahrhunderten verbreitete sie sich nach Norden, und die späteren Alphabete stammen von ihr entweder in direkter Linie ab oder wurden von ihren Nachfolgern inspiriert, mit möglichen Ausnahmen wie der meroitischen Schrift, einer Adaption der Hieroglyphenschrift im Nubien des 3. Jahrhunderts v. Chr., auch wenn viele Wissenschaftler diese ebenfalls als durch das erste Alphabet beeinflusst ansehen.

### Semitisches Alphabet

Das phönizische Alphabet (mittlere Säule) ist die Mutter verschiedener heutiger Alphabete; v. l. n. r.: lateinisch, griechisch, phönizisch, hebräisch, arabisch;
die modernen Äquivalente der phönizischen Buchstaben stehen auf selber Höhe wie die „Originale“ in der mittleren Spalte;
verwandte Buchstaben sind im gleichen Farbton hinterlegt; Pfeile ordnen Buchstaben ihrem jeweiligen Äquivalent zu

Die ägyptischen Schriften des Mittleren Bronzezeitalters, darunter die Wadi-el-Hol-Schrift, sind noch nicht entschlüsselt. Allerdings scheint es sich bei ihnen um zumindest teilweise alphabetische Schriften zu handeln. Die ältesten dieser Schriften stammen aus Zentralägypten ca. 1800 v. Chr. Diese Inschriften bilden nach Ansicht Gordon J. Hamiltons einen Beleg für die Erfindung des Alphabets in Ägypten.
Die semitischen Schriften verwendeten nicht nur die vorhandenen ägyptischen Konsonantenzeichen, sondern integrierten weitere Hieroglyphen, so dass sie insgesamt über etwa dreißig Zeichen verfügten. Auch wenn bisher kein Nachweis existiert, wird vermutet, dass die einzelnen Zeichen eigene semitische Namen erhielten, statt die originalen ägyptischen Bezeichnungen zu verwenden. Es ist nicht sicher, ob diese Glyphen, wenn sie als Schrift der semitischen Sprache Verwendung fanden, bereits ein Alphabet nach dem Prinzip der Akrophonie darstellten, oder ob einzelne Zeichen für Konsonantenfolgen oder gar ganze Wörter stehen konnten. Beispielsweise könnte die „Haus“-Glyphe auch im Semitischen lediglich für ein b gestanden haben (als Anfang von beyt = „Haus“), oder er könnte sowohl den Konsonanten b als auch die Lautfolge byt dargestellt haben, genau wie sie im Ägyptischen sowohl p als auch pr bezeichnete. Zu dem Zeitpunkt, als die Schrift auch in Kanaan zur Verwendung gelangte, war sie aber bereits eine rein alphabetische Schrift, und die ursprüngliche „Haus“-Hieroglyphe stand nur noch für den Laut b.
Die Phönizier waren das erste Volk in Kanaan, das das Alphabet regelmäßig verwendete. Aus diesem Grunde werden die folgenden Entwicklungsstufen als phönizische Schrift bezeichnet. Die Phönizier unterhielten von ihren Hafenstädten im Gebiet des heutigen Libanon aus ein weiträumiges Handelsnetz. Dadurch verbreitete sich das phönizische Alphabet bald im gesamten Mittelmeerraum. Zwei seiner Varianten waren von großem Einfluss auf die weitere Entwicklung der Schrift: das aramäische und das griechische Alphabet.

### Nachfahren der aramäischen Schrift
Die phönizischen und aramäischen Alphabete stellten wie in der ägyptischen Ursprungsschrift nur Konsonanten dar, also eine Konsonantenschrift. Die aramäische Schrift, welche sich im 7. Jahrhundert v. Chr. aus der phönizischen entwickelte und zur Schrift des Perserreiches wurde, ist wohl die Vorgängerin fast aller modernen asiatischen Alphabete:
- Das moderne hebräische Alphabet entstand als Variation des aramäischen. (Das ursprüngliche hebräische Alphabet wird noch von den Samaritanern verwendet.[11][12])
- Das arabische Alphabet ist über die nabatäische Schrift aus dem aramäischen hervorgegangen.
- Das syrische Alphabet, das nach dem 3. Jahrhundert unserer Zeitrechnung Verwendung fand, war mit dem Pahlavi und Sogdisch als Zwischenstufen die Grundlage für die Alphabete Nordasiens wie (vermutlich) die Orchon-Runen, das uigurische, mongolische und das mandschurische Alphabet.
- Die Abstammung des georgischen Alphabets ist nicht gesichert, es gehört aber wohl zur persisch-aramäischen (oder eventuell zur griechischen) Schriftfamilie.
- Das aramäische Alphabet ist vermutlich auch der Vorfahr des „indischen Schriftenkreises“, der sich über die hinduistischen und buddhistischen Religionen auch nach Tibet, in die Mongolei, nach Indochina und auf dem malaiischen Archipel ausbreitete. China und Japan hingegen besaßen bereits eigene Schriften und behielten ihre eigenen logographischen und Silbenschriften bei.
- Das koreanische Alphabet wurde im 15. Jahrhundert erfunden. Nach der überlieferten Entstehungsgeschichte handelte es sich um eine eigenständige Entwicklung. Gari Ledyard vermutet allerdings, dass ein Teil der Konsonantenzeichen auf ein halbes Dutzend Buchstaben zurückgegangen sein könnte, die aus dem Tibetischen über die Phagspa-Schrift der chinesischen Yuan-Dynastie entstanden; auch das tibetische Alphabet gehört dem indischen Schriftenkreis an. Anders als bei den sonstigen Alphabeten sind die übrigen Konsonantenzeichen aus diesem Kernsatz als distinktives Merkmalsystem entstanden.[13]

| westliche Schriften ← | westliche Schriften ← | phönizisch | → indischer Schriftenkreis | → indischer Schriftenkreis | → indischer Schriftenkreis | → koreanisch |
| römisch               | griechisch            | phönizisch | gujarati                   | devanagari                 | tibetisch                  | → koreanisch |
| --------------------- | --------------------- | ---------- | -------------------------- | -------------------------- | -------------------------- | ------------ |
| A                     | Α                     | Aleph      | અ                          | अ                          | ཨ                          |              |
| B                     | В                     | Beth       | બ                          | ब                          | བ                          | ㅂ, ㅁ       |
| C, G                  | Г                     | Gimel      | ગ                          | ग                          | ག                          | ㄱ, (ㆁ)     |
| D                     | Δ                     | Daleth     | ધ (ઢ)                      | ध (ढ)                      | -                          |              |
| E                     | Ε                     | He         | હ                          | ह                          | ཧ                          | (ㅱ)         |
| F, V                  | Ϝ, Υ                  | Waw        | વ                          | व                          | ཝ                          |              |
| Z                     | Ζ                     | Zayin      | દ (ડ)                      | द (ड)                      | ད (ཌ)                      | ㄷ, ㄴ       |
| H                     | Η                     | Heth       | ઘ                          | घ                          | -                          |              |
| -                     | Θ                     | Teth       | થ (ઠ)                      | थ (ठ)                      | ཐ (ཋ)                      |              |
| I, J                  | Ι                     | Yodh       | ય                          | य                          | ཡ                          |              |
| K                     | Κ                     | Kaph       | ક                          | क                          | ཀ                          |              |
| L                     | Λ                     | Lamedh     | લ                          | ल                          | ལ                          | ㄹ           |
| M                     | Μ                     | Mem        | મ                          | म                          | མ                          |              |
| N                     | Ν                     | Nun        | ન                          | न                          | ན                          |              |
| -                     | Ξ                     | Samek      | શ                          | श                          | ཤ                          |              |
| O                     | Ο                     | Ayin       | ?                          | ओ                          |                            |              |
| P                     | Π                     | Pe         | પ, ફ                       | प, फ                       | པ, ཕ                       |              |
| -                     | Ϡ                     | Sade       | સ                          | स                          | ས                          | ㅈ, ㅅ       |
| Q                     | Ϙ                     | Qoph       | ખ                          | ख                          | ཁ                          |              |
| R                     | Ρ                     | Res        | ર                          | र                          | ར                          |              |
| S                     | Σ                     | Sin        | ષ                          | ष                          | ཥ                          |              |
| T                     | Τ                     | Taw        | ત (ટ)                      | त (ट)                      | ཏ (ཊ)                      |              |

Tabelle: Verbreitung des Alphabets nach Westen (Griechisch, Latein) und Osten (Indischer Schriftenkreis, Koreanisch): Die genaue Zuordnung der phönizischen zu den indischen Schriftzeichen (via Aramäisch) ist ungewiss, insbesondere für die Zischlaute und die Buchstaben in Klammern. Die Übertragung des Alphabets vom Tibetischen (via Phagspa) ins Koreanische ist ebenfalls umstritten.

## Griechisches Alphabet

### Adaption durch die Griechen
Spätestens im 8. Jahrhundert v. Chr. übernahmen auch die Griechen das phönizische Alphabet und passten es für ihre Sprache an. Die Buchstaben des griechischen Alphabets sind die gleichen wie im phönizischen, und beide Alphabete sind in der gleichen Reihenfolge angeordnet. Während eigene Buchstaben für Vokale eher ein Hemmnis für die Lesbarkeit von ägyptischen, phönizischen oder hebräischen Texten gewesen wären, war ihr Fehlen in der griechischen Sprache ein Problem, da Vokale dort eine wesentlich wichtigere Rolle spielten. Daher nutzten die Griechen jene phönizischen Buchstaben, die für die Konsonanten in ihrer eigenen Sprache nicht benötigt wurden, zur Darstellung von Vokalen.
Die Bezeichnungen der phönizischen Buchstaben begannen stets mit einem Konsonanten, der jeweils dem Lautwert des entsprechenden Buchstabens entsprach. Diesem akrophonischen Prinzip folgend standen im Griechischen nun Vokale am Anfang der Buchstabennamen. Beispielsweise gab es im Griechischen weder den Glottisschlag noch das h, und die betreffenden phönizischen Buchstaben wurden im Griechischen zu a (Alpha) und e (Epsilon), was den Vokalen /a/ und /e/ an Stelle der Konsonanten /ʔ/ und /h/ entsprach. Da jedoch bei zwölf Vokalen des Griechischen nur (je nach Dialekt) fünf oder sechs „ungenutzte“ Buchstaben zur Verfügung standen, schufen die Griechen Digraphen und weitere Variationen, beispielsweise ei, ou und o (das zum Omega wurde). Einige Lücken im System wurden jedoch ignoriert, beispielsweise die Unterscheidung des langen a, i und u.
Varianten des griechischen Alphabets entstanden. Eine davon, die Variante von Cumae und Chalkis, wurde westlich von Athen und in Süditalien verwendet. Die östliche Variante wurde in Milet im Gebiet der heutigen Türkei verwendet und von den Athenern und schließlich der gesamten griechischsprachigen Welt übernommen. Die Schreibrichtung änderte sich mit der Zeit, von der linksläufigen Schreibweise im phönizischen zur rechtsläufigen Methode wie in den heutigen europäischen Schriften.

### Nachfahren des griechischen Alphabets
Das Griechische ist seinerseits der Ursprung aller modernen europäischen Schriften. Die alphabetische Schrift der westgriechischen Dialekte, in welcher das Eta wie im Phönizischen als ein h ausgesprochen wurde, bot die Entwicklungsgrundlage für das altitalische und schließlich das römische Alphabet. In den ostgriechischen Dialekten, in denen es kein /h/ gab, stand eta für einen Vokal. Aus der ostgriechischen Variante entwickelten sich zahlreiche weitere Schriften: das glagolitische, kyrillische, gotische (welches aber auch Zeichen aus dem römischen Alphabet übernahm) sowie möglicherweise das georgische und armenische Alphabet.
Obwohl die Entwicklung der Schriften im Wesentlichen als linear dargestellt werden kann, gibt es mutmaßliche Wechselwirkungen zwischen verschiedenen Entwicklungslinien oder unzweifelhaft wenigstens sekundäre Einflüsse neben den Hauptentwicklungssträngen. So wurde die mandschurische Schrift, die aus den abdschadischen Schriften Westasiens hervorging, wohl auch durch die koreanischen Hangeul beeinflusst, welches entweder eine eigenständige Entwicklung darstellt oder von den Abugidas Südasiens abgeleitet wurde. Die georgische Schrift ging wohl aus der aramäischen Schriftenfamilie hervor, wurde aber durch Konzepte des griechischen Alphabets beeinflusst. Das griechische Alphabet, welches selbst über das erste semitische Alphabet ein Abkömmling der Hieroglyphen ist, war Grundlage für die koptische Schrift, welche aber acht weitere Zeichen demotischen Ursprungs aufnahm, ähnlich wie die Kyrilliza zu Beginn lediglich das griechische Alphabet um mehrere aus der Glagoliza entlehnte Sonderzeichen erweitert (oder das gotische und altenglische Alphabet das griechische bzw. lateinische um wenige Runenbuchstaben, wobei das gotische auch einige lateinische Buchstaben aufnahm). Die für kanadische Ureinwohnersprachen verwendete Cree-Schrift erscheint als eine Mischung aus Pitman-Kurzschrift (welche zwar eine abrupt neu entwickelte Schrift ist, aber wohl auf lateinischer Kursivschrift beruht) und Devanagari.

## Entwicklung des römischen Alphabets
Der Stamm der Latiner, die später als die Römer bekannt wurden, lebte wie die Griechen auf der Italienischen Halbinsel. Von den Etruskern, die im ersten Jahrtausend v. Chr. in Zentralitalien lebten, und den Westgriechen übernahmen die Latiner um das siebte Jahrhundert v. Chr. die Schrift. Die Latiner ließen vier der Buchstaben des westgriechischen Alphabets in ihrer Schrift aus. Sie übernahmen von den Etruskern das F, welches die Etrusker als /w/ ausgesprochen hatten, und veränderten das S der Etrusker zu seiner heutigen kurvigen Form. Zur Darstellung des G-Lauts im Griechischen und des K-Lauts im Etruskischen wurde das Gamma verwendet. Aus diesen Änderungen entstand das moderne Alphabet bis auf die Buchstaben G, J, U, W, Y und Z und einige weitere Unterschiede.

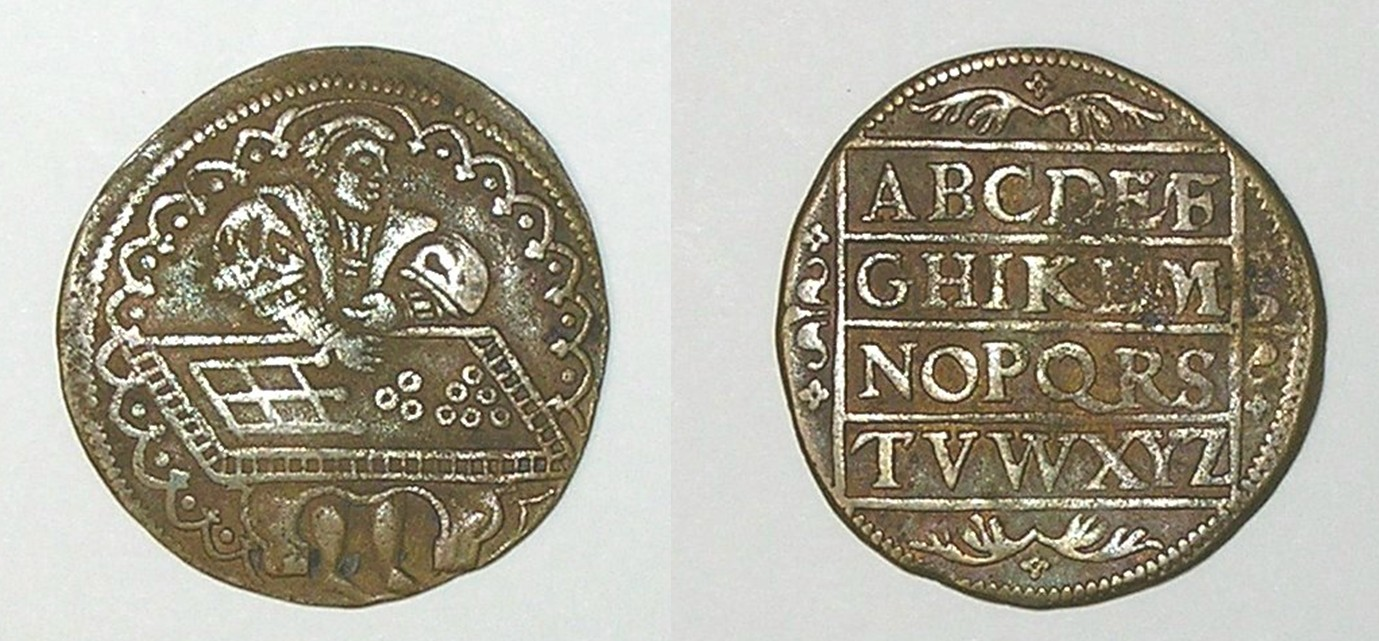

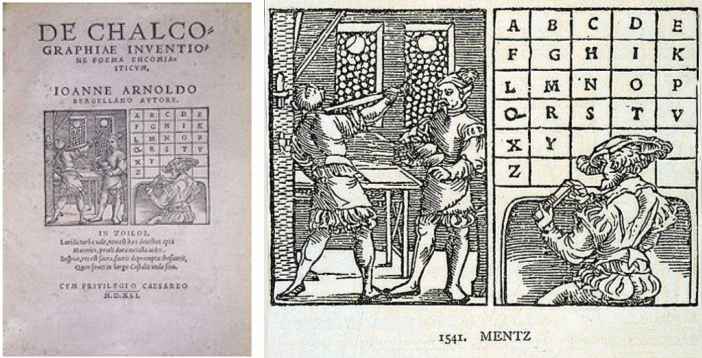

C, K und Q konnten im römischen Alphabet allesamt zur Darstellung sowohl des /k/- als auch des /g/-Lautes verwendet werden; die Römer schufen kurz danach das G aus dem C und setzten es an die siebte Stelle (die zuvor dem Z gehört hatte), um die Gematrie (die numerische Folge des Alphabets) nicht zu verändern. In den Jahrhunderten nach den Eroberungsfeldzügen Alexanders des Großen begannen die Römer, Wörter aus dem Griechischen zu übernehmen. Um diese darzustellen, mussten sie ihr Alphabet erneut erweitern. Von den Ostgriechen übernahmen sie daher das Y und das Z, die sie an das Ende des Alphabets anfügten.
Die Angelsachsen begannen nach ihrer Bekehrung zum Christentum durch Augustinus von Canterbury im sechsten Jahrhundert n. Chr., das Altenglische mit römischen Lettern zu schreiben. Da das runische Wunjo, welches am Anfang für den Laut /w/ verwendet wurde, leicht mit einem P zu verwechseln war, entstand das w als Darstellung eines doppelten u (das damals wie ein v geschrieben wurde) und wurde in der Reihenfolge neben das v gesetzt. Das eigentliche U entstand als gerundete Version des V und wurde zu Darstellung des Vokals U im Gegensatz zum Konsonanten V. Das J entstand als Variation des I. Ursprünglich wurde es nur als letztes Zeichen in einer Reihe von mehreren I verwendet; im 15. Jahrhundert begann man mit der Verwendung des J für den Konsonanten und des I für den Vokal, was sich bis um die Mitte des 17. Jahrhunderts allgemein durchsetzte.

## Buchstabennamen und -abfolge
Die Reihenfolge der Buchstaben im Alphabet ist seit dem 14. Jahrhundert v. Chr. dokumentiert, und zwar aus dem Ort Ugarit an der Küste im Norden Syriens. Dort wurden Tafeln mit über 1000 Keilschriftzeichen entdeckt, die nicht den babylonischen entsprachen und nur 30 verschiedene Buchstaben enthielten. Auf zwölf dieser Tafeln sind die Zeichen in alphabetischer Reihenfolge angeordnet. Es gab zwei verschiedene Abfolgen, von denen eine weitgehend der Reihenfolge im hebräischen, griechischen und lateinischen Alphabet entsprach, die andere eher der des äthiopischen Alphabets.
Es ist nicht bekannt, aus wie vielen Zeichen das protosinaitische Alphabet bestand und in welcher Reihenfolge die Zeichen angeordnet waren. Von seinen Nachfolgern hatte die ugaritische Schrift 27 Konsonantenzeichen, die altsüdarabische Schrift 29 und das phönizische Alphabet lediglich 22. Es gab zwei verschiedene Reihungsprinzipien, eine ABGDE-Folge im Phönizischen und eine HMĦLQ-Reihung im Südarabischen; das Ugaritische bewahrte beide Systeme, die sich in den späteren Alphabeten weitgehend erhielten.
Die Buchstabennamen blieben unter vielen Abkömmlingen des phönizischen Alphabets weitgehend stabil, darunter der samaritischen, aramäischen, syrischen, hebräischen und griechischen Schrift. Im arabischen und römischen Alphabet wurden sie hingegen nicht verwendet. Die Abfolge der Buchstaben blieb zudem im römischen, armenischen, gotischen und kyrillischen Alphabet weitgehend intakt, nicht jedoch in der Brahmi- und Runenschrift und im Arabischen, auch wenn im Letzteren auch eine abdschadische Reihung als Alternative zur gebräuchlichen Anordnung existiert.
Die Tabelle beschreibt schematisch das phönizische Alphabet und seine Nachfahren.
| Nr. | Protosinaitisch                              | IPA       | Wert | ugaritisch | phönizisch | hebräisch | arabisch | griechisch | römisch | kyrillisch | Runen |
| --- | -------------------------------------------- | --------- | ---- | ---------- | ---------- | --------- | -------- | ---------- | ------- | ---------- | ----- |
| 1   | ʾĀlep („Ochse“)                              | /ʔ/       | 1    | 𐎀 ʼalpa    | ʼālep      | א         | ﺍ        | Α          | A       | А          | ᚨ     |
| 2   | Beth („Haus“)                                | /b/       | 2    | 𐎁 beta     | bēt        | ב         | ﺏ        | Β          | B       | В-Б        | ᛒ     |
| 3   | Gaml („Wurfstock“)                           | /g/       | 3    | 𐎂 gamla    | gīmel      | ג         | ﺝ        | Γ          | C-G     | Г          | ᚲ     |
| 4   | Dalet („Tür“) / Digg („Fisch“)               | /d/       | 4    | 𐎄 delta    | dālet      | ד         | ﺩ        | Δ          | D       | Д          |       |
| 5   | haw („Fenster“) / hll („Hallel“/Lobpreisung) | /h/       | 5    | 𐎅 ho       | hē         | ה         | هـ       | Ε          | E       | Е-Є        |       |
| 6   | wāw („Haken“)                                | /β/       | 6    | 𐎆 wo       | wāw        | ו         | و        | Ϝ-Υ        | F-V-Y   | У          | ᚢ     |
| 7   | zen („Waffe“) / Ziqq („Handfessel“)          | /z/       | 7    | 𐎇 zeta     | zayin      | ז         | ز        | Ζ          | Z       | З          |       |
| 8   | ḥet („Faden“ / „Zaun“?)                      | /ħ/ / /x/ | 8    | 𐎈 ḥota     | ḥēt        | ח         | ح        | Η          | H       | И          | ᚺ     |
| 9   | ṭēt („Rad“)                                  | /tˁ/      | 9    | 𐎉 ṭet      | ṭēt        | ט         | ط        | Θ          |         | Ѳ          |       |
| 10  | yad („Arm“)                                  | /j/       | 10   | 𐎊 yod      | yōd        | י         | ي        | Ι          | I       |            | ᛁ     |
| 11  | kap („Hand“)                                 | /k/       | 20   | 𐎋 kap      | kap        | כ         | ك        | Κ          | K       | К          |       |
| 12  | lamd („Treibstock“)                          | /l/       | 30   | 𐎍 lamda    | lāmed      | ל         | ل        | Λ          | L       | Л          | ᛚ     |
| 13  | mem („Wasser“)                               | /m/       | 40   | 𐎎 mem      | mēm        | מ         | م        | Μ          | M       | М          |       |
| 14  | naḥš („Schlange“) / nun („Fisch“)            | /n/       | 50   | 𐎐 nun      | nun        | נ         | ن        | Ν          | N       | Н          |       |
| 15  | samek („Stütze“ / „Fisch“?)                  | /s/       | 60   | 𐎒 samka    | sāmek      | ס         | -        | Ξ          | X       |            |       |
| 16  | ʻen („Auge“)                                 | /ʕ/       | 70   | 𐎓 ʻain     | ʻayin      | ע         | ع        | Ο          | O       | О          |       |
| 17  | pu („Mund“) / piʼt („Winkel“)                | /p/       | 80   | 𐎔 pu       | pē         | פ         | ف        | Π          | P       | П          |       |
| 18  | ṣad („Pflanze“)                              | /sˁ/      | 90   | 𐎕 ṣade     | ṣādē       | צ         | ص        | Ϡ          |         |            |       |
| 19  | qup („Seil“?)                                | /kˁ/      | 100  | 𐎖 qopa     | qōp        | ק         | ق        | Ϙ          | Q       | Ҁ          |       |
| 20  | raʼs („Kopf“)                                | /r/ / /ɾ/ | 200  | 𐎗 raša     | rēš        | ר         | ر        | Ρ          | R       | Р          | ᚱ     |
| 21  | šin („Zahn“) / šimš („Sonne“)                | /ʃ/       | 300  | 𐎌 šin      | šin        | ש         | ش        | Σ          | S       | Ш          | ᛊ     |
| 22  | taw („Markierung“)                           | /t/       | 400  | 𐎚 to       | tāw        | ת         | ت        | Τ          | T       | Т          | ᛏ     |

Diese 22 Konsonanten beschreiben die nordwestsemitische Phonologie. Sieben der rekonstruierten protosemitischen Konsonanten fehlen: die dentalen Frikative ḏ, ṯ, ṱ, die stimmlosen alveolaren lateralen Frikative ś, ṣ́, der stimmhafte velare Frikativ ġ und die Unterscheidung zwischen stimmlosen velaren und pharyngealen Frikativen (ḫ, ḥ), welche im Kanaanitischen zum Chet verschmolzen. Die sechs Buchstabenvarianten, die dem arabischen Alphabet hinzugefügt wurden, repräsentieren diese mit Ausnahme des ś, welches im Äthiopischen als eigenes Phonem (ሠ) weiterbesteht:
ḏ > ﺫال;
ṯ > ثاء;
ṱ > ضاد;
ġ > غين;
ṣ́ > ظاء;
ḫ > خاء. (Es sollte allerdings erwähnt werden, dass die Information zur Rekonstruktion der 29 protosemitischen Buchstaben sich weitgehend aus der arabischen Schrift herleitet.)

## Graphisch unabhängige Alphabete
Das einzige moderne Alphabet in offiziellem Gebrauch, das graphisch nicht auf das kanaanitische Alphabet zurückgeführt wird, ist das maledivische Thaana-Alphabet. Auch wenn es in Anlehnung an das arabische und möglicherweise weitere Alphabete entwickelt wurde, ist es einzigartig darin, dass seine Buchstabenform auf Zahlenzeichen beruht. Die Osmaniya-Schrift, die in den 1920er Jahren zur Schreibung des Somali geschaffen wurde und deren Konsonantenzeichen wohl reine Neuerfindungen waren, wurde offiziell bis 1972 in Somalia neben dem lateinischen Alphabet verwendet.
Unter den Alphabeten, die nicht offiziell auf nationaler Ebene verwendet werden, gibt es mehrere mit offensichtlich eigenständigen Schriftformen. Das Zhuyin-Alphabet entstand aus den chinesischen Schriftzeichen. Das ost-indische Ol Chiki scheint auf traditionellen Symbolen für „Gefahr“, „Versammlungsort“ usw. sowie auf Erfindungen seines Schöpfers zu beruhen. (Die Namen der Buchstaben scheinen akrophonisch den dargestellten Laut wiederzugeben, allerdings ist der Endkonsonant oder -vokal ausschlaggebend und nicht der Anfang des Namens.)
Die altirische Ogham-Schrift beruhte auf Strichzeichen, und die monumentalen altpersischen Inschriften waren in einer Art alphabetischer Keilschrift verfasst, der persischen Keilschrift.

## Alphabete in besonderen Zeichensystemen

Claude Chappes Alphabet für die optische Telegrafie

Amerikanisches Fingeralphabet

Das lateinische Alphabet ist in einigen besonderen Zeichensystemen indirekt enthalten. Beispiele sind die Brailleschrift, der Morsecode, die optische Telegrafie und das Winkeralphabet. Die Zeichen haben in diesen Systemen meist künstlich gestaltete Formen, die nichts mehr mit der Gestalt der lateinischen Buchstaben zu tun haben. Für das griechische Alphabet und das kyrillische Alphabet werden bei der Brailleschrift die Buchstaben entsprechend ihrer Transliteration in das lateinische Alphabet wiedergegeben.
Beim Fingeralphabet ist die Form einiger Zeichen aus den Kleinbuchstaben des lateinischen Alphabets abgeleitet. Das ist beispielsweise bei den Zeichen für c, i, o, w und y gut zu erkennen. Für den Buchstaben z zeichnet der Zeigefinger mit einer Zickzack-Bewegung die Form des Buchstabens nach.
Bei der Stenografie ist zumindest bei der im englischen Sprachraum gebräuchlichen Pitman-Kurzschrift kein Zusammenhang mit dem Schriftalphabet zu erkennen.